# Lifestyle (chanson de Rich Gang)
Pour les articles homonymes, voir Lifestyle.
Singles par Rich Gang
Tapout
(2013)
Singles par Young Thug
About the Money
(2014) Low
(2014)
Singles par Rich Homie Quan
Walk Thru
(2013) Flex (Ooh, Ooh, Ooh)
(2015)
Lifestyle est une chanson par le groupe de hip-hop américain Rich Gang fondé par Birdman, en collaboration avec les rappeurs Young Thug et Rich Homie Quan. La chanson, produite par London on da Track, est sortie le 5 juin 2014. La chanson a été certifiée d'un disque de platine aux États-Unis.

## Liste de titres
| 1. | Lifestyle | 4:29 |

## Classements et certifications
| Classement (2014)                       | Meilleure position |
| --------------------------------------- | ------------------ |
| Belgique (Flandre Ultratop R&B/Hip-Hop) | 40                 |
| États-Unis (Hot 100)                    | 16                 |
| États-Unis (R&B/Hip-Hop Songs)          | 4                  |
| États-Unis (R&B/Hiphop Airplay)         | 1                  |

| Classement (2014)                  | Position |
| ---------------------------------- | -------- |
| États-Unis (Hot 100)               | 72       |
| États-Unis (Hot R&B/Hip-Hop Songs) | 19       |

### Certifications
| Région                                                                     | Certification | Ventes/Streams |
| -------------------------------------------------------------------------- | ------------- | -------------- |
| États-Unis (RIAA)                                                          | Platine       | 1 000 000^     |
| xNon précisé par la certification ‡ventes/streaming selon la certification |               |                |